# Wickliffe (Ohio)
Wickliffe – miasto w Stanach Zjednoczonych, w północnej części stanu Ohio, w aglomeracji Cleveland.
Liczba mieszkańców w 2000 roku wynosiła 13 484.